# Гамк
 Вижте също: ГАМК.
„Гамк“ (на български: Воля) е спортно месечно списание в София на арменски език.
Мото на списанието е „Издигай се и издигай“. Излиза в периода 11 януари – 11 ноември 1933 г. Отговорен редактор е Симон Левон Казанджиян. Заглавието е и на български език.